# Paula Tsui
Paula Tsui Siu-fung (徐小鳳 en chino) (1 de enero de 1949 en Wuhan, Hubei, China), es una cantante cantopop de Hong Kong. Ella ha estado afiliada a la cadena de televisión TVB, hasta mediados de la década de los años 1990, después se trasladó a la red "Asia televisíon Ltd." en varias ocasiones desde 1995.

## Conciertos
Según el Libro Guinness de los Récords de 2003, obra titulada "Amway Tsui", Paula Tsui realizó en 1992, siendo una de las artistas con mayor cantidad de conciertos en un solo evento y en un período continuo (43 conciertos en 37 días), por el continente asiático. Ella dio otra serie de conciertos en la misma sede, en el Coliseo de Hong Kong en verano de 2005. 
Tsui para su presentación en los escenarios, utilizó vestidos voluminosos que ella usa para sus conciertos.

## Vida personal
Tsui estaba casada con el locutor de radio y legislador de Hong Kong, Albert Cheng, entre 1975 y 1979. El matrimonio era entonces un secreto y que no se dio a conocer al público hasta principios de 1990. Tsui era ya entonces una cantante reconocida, mientras que Cheng era todavía relativamente un desconocido en ese momento.
Según la revista HK, Paula Tsui nació en Hubei, pero su familia se trasladó a Hong Kong cuando era todavía una bebé, por lo tanto, todo su memoria está sobre Hong Kong. La infancia de Tsui, que se cree a sí misma que no era una buena chica; se decía que ella era tan difícil de controlarla por otras personas. Por ejemplo, ella sentiría disfrutó solo en la clase de música, porque pensaba que el canto era tan natural para ella. Sin embargo, cuando su maestra de clase le pidió que cantara en la escuela himnos, rechazó y terminó cantando música pop. Ella cree que la actitud rebelde se debe a que ella nunca supo lo que quería hacer, eso hizo que recuerdo de su juventud por lo que no estaba claro, ella solo recuerda con frecuencia el cambio de puestos de trabajo.
Lo que cambió su vida es un concurso de canto, pues en 1965, Tsui participó en un concurso. Al principio, ella no quería unirse a una competencia, pero sus amigos la animaron y le dijeron que no iban a participar sin Tsui. Entonces, finalmente, Tsui ganó ese concurso y fue proclamada ganadora. Al mismo tiempo, los padres de Tsui no aprobaban de que ella fuera cantante, porque pensaban que su carrera musical iba a ser vergonzosa, pues esa fue la razón por lo que Tsui, tuvo que utilizar para negarse a que su familia ver su actuación. Sin embargo, Tsui prometió a su familia que no iba a cambiar de opinión y al principio, por lo que finalmente la familia estuvo de acuerdo con su decisión de convertirse en un cantante profesional. Tsui se sintió tan agradecida de tener esta promesa con su familia, porque el mundo del espectáculo tiene un montón de tentaciones y esta promesa le ayuda a bloquear todo lo no relacionado con la música. Por lo tanto, se puede mantener a sí misma como igual y a los que no se han se convertían en cantantes reconocidos.